# Berndnaut Smilde
Berndnaut Smilde (Groningen, 1978) is een Nederlandse beeldende en performancekunstenaar. Hij studeerde in 2005 af aan het Frank Mohr Instituut (Hanzehogeschool Groningen).
Tot Smildes bekendere werken behoren de serie 'Conditioner', dat in diverse ruimtes een ziekenhuisgeur verspreidde, en 'Unflattened', dat een omgekeerde regenboog vertoonde.
Zijn doorbraak was in 2012 een reeks zelfgemaakte wolken, waarvan 'Nimbus II, 2012' (uitgevoerd in de Mariakapel te Hoorn) in de Londense Saatchi-collectie werd opgenomen. Time Magazine noemde deze techniek om binnenshuis wolken te creëren, een van de vijftig beste uitvindingen van 2012, in een lijst van de vijf 'coolste' uitvindingen.